# 贵阳号导弹驱逐舰
“贵阳”号导弹驱逐舰（舷号119）简称“贵阳”舰，是052D型导弹驱逐舰八号舰，现服役于中国人民解放军海军北部战区海军驱逐舰第十支队。该舰可单独或协同海军其他兵力攻击水面舰艇、潜艇，具有较强的区域防空和对海作战能力。贵州省省会贵阳市于2014年5月19日向海军司令部递送命名请示后，2015年7月31日贵阳舰命名。该舰由中国船舶重工集团大连造船厂开工建造，于2015年11月27日下水。贵阳舰于2015年首次组建时隶属北部战区海军驱逐舰第一支队，后于2017年再次组建，并于2019年2月22日服役于驱逐舰第十支队。

## 人员编制
280名官兵

### 历任领导
| 中国人民解放军海军贵阳舰舰长 - 齐睿 海军上校 - 赵学涛 海军上校 | 中国人民解放军海军贵阳舰政治委员 - 郭学鹏 海军上校 |